# Oedipina
Oedipina är ett släkte av groddjur som ingår i familjen lunglösa salamandrar.
Dessa salamandrar förekommer från södra Mexiko över Centralamerika till västra Colombia och Ecuador.
Arter enligt Catalogue of Life:
- Oedipina alfaroi
- Oedipina alleni
- Oedipina altura
- Oedipina carablanca
- Oedipina collaris
- Oedipina complex
- Oedipina cyclocauda
- Oedipina elongata
- Oedipina fortunensis
- Oedipina gephyra
- Oedipina gracilis
- Oedipina grandis
- Oedipina ignea
- Oedipina kasios
- Oedipina leptopoda
- Oedipina maritima
- Oedipina pacificensis
- Oedipina parvipes
- Oedipina paucidentata
- Oedipina poelzi
- Oedipina pseudouniformis
- Oedipina quadra
- Oedipina savagei
- Oedipina stenopodia
- Oedipina stuarti
- Oedipina taylori
- Oedipina tomasi
- Oedipina uniformis